# Minimetrò
Il Minimetrò è il nome commerciale del sistema di trasporto automatico su rotaia con trazione a fune  costruito nella città di Perugia. L'impianto si sviluppa lungo un'unica linea per una lunghezza complessiva di 4 km. Collega la periferia ovest della città con il centro storico, interscambiandosi con la ferrovia all'altezza della stazione di Fontivegge.

## Caratteristiche

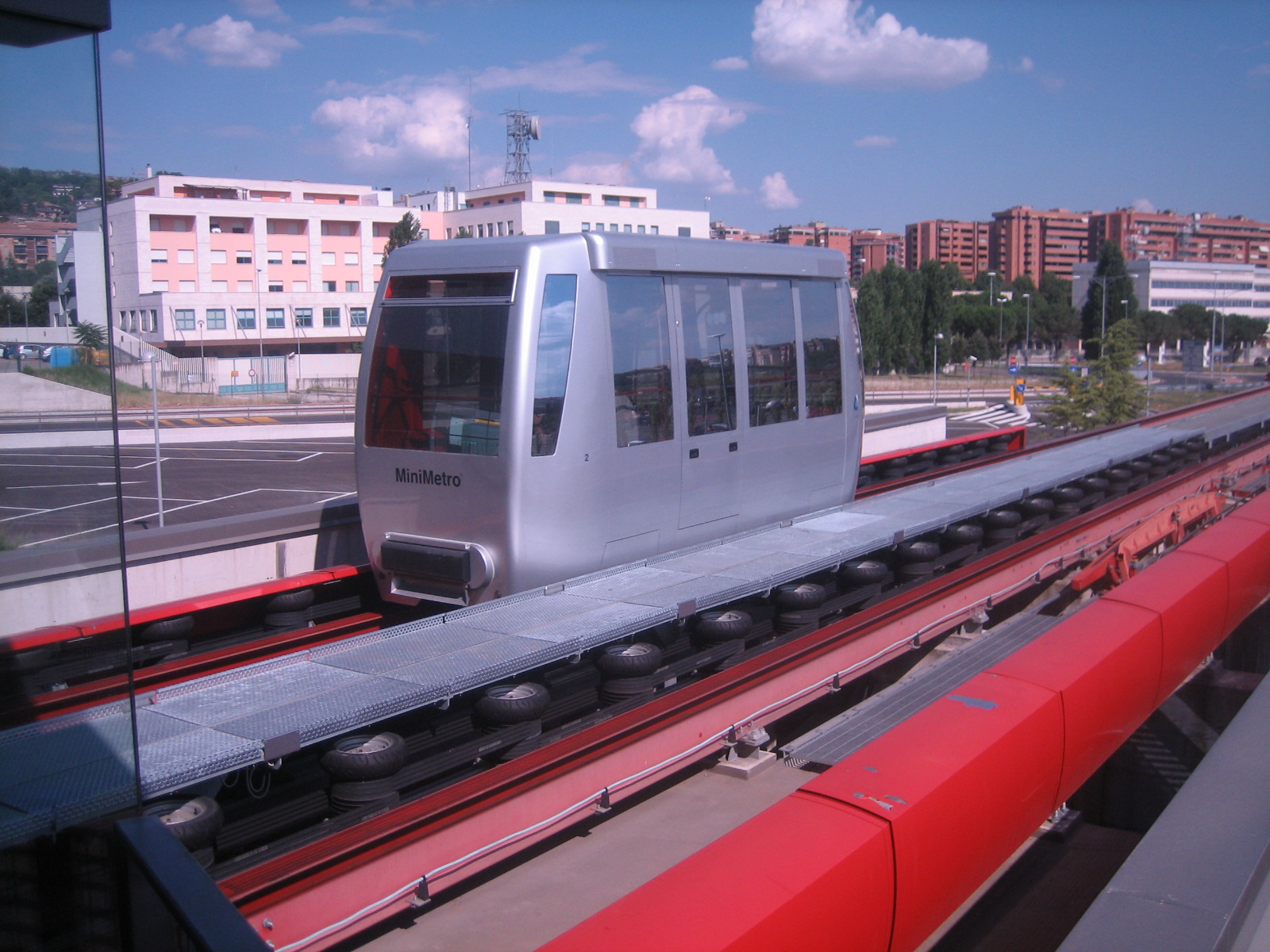
In primo piano, lateralmente alle guide, le batterie di ruote gommate per il rallentamento/accelerazione delle vetture; sulla destra, il meccanismo di sganciamento dalla fune traente.

Il MiniMetro, realizzato dalla Leitner Ropeways di Vipiteno, è un people mover con trazione funicolare.
Le 25 vetture, lunghe circa 5 metri e con capienza massima di 20 persone, si muovono a spola fra le stazioni estreme effettuando le 5 fermate intermedie (vedere oltre le descrizioni), circolando su due binari paralleli. Possono essere impiegate in numero variabile a seconda delle esigenze di capacità. Percorrono un binario formato da guide metalliche e sono dotate di ruote gommate sia con asse orizzontale che verticale, rispettivamente portanti e di guida laterale.
Vengono trainate da una fune alla velocità costante di 25 km/h (circa 7 metri al secondo). Nelle stazioni, ogni veicolo fermo viene avviato e accelerato mediante un ulteriore sistema di ruote gommate a asse verticale (installate nell'infrastruttura e non nei veicoli) mosse da cinghie, infine agganciato alla fune mediante un meccanismo di ammorsamento automatico. In corrispondenza delle fermate successive avviene uno sganciamento, il rallentamento e l'arresto. Al termine del tempo di fermata lo schema riparte come sopra illustrato. Nelle stazioni terminali una piattaforma rotante inverte il senso di marcia.
Non è previsto personale a bordo essendo un sistema completamente automatizzato. La frequenza minima è inferiore al minuto, media di 2'30". Il tracciato si sviluppa parte su viadotto e parte in galleria (sotto al centro storico) con andamento sia orizzontale che pendente.

### Stazioni
Le stazioni lungo la linea sono sette, di cui due sotterranee e cinque soprelevate.

#### Pincetto
La stazione numero 01 è il terminale di partenza del Minimetrò, serve il centro storico perugino, ed è raggiungibile tramite percorsi meccanizzati e ascensori direttamente da via Oberdan, a breve distanza da piazza Matteotti e da corso Vannucci.  L'impianto si integra con due grandi progetti di recupero della zona, cioè quello degli Arconi, e la ristrutturazione del Mercato Coperto. Qui si trovano i motori del Minimetrò, ed è installata la piattaforma girevole per l'inversione del senso di marcia delle vetture.

#### Cupa
Stazione sotterranea, serve gli utenti dei servizi e gli abitanti degli edifici situati lungo via Pellini. Il sistema di scale mobili e la presenza del parcheggio della Cupa pone la stazione al servizio della parte di centro storico situata intorno a via dei Priori, via San Francesco e piazza Morlacchi. Dalla stazione si raggiunge la zona universitaria di via Pascoli, l'auditorium di San Francesco al Prato, la medievale torre degli Sciri, il teatro Morlacchi, la scuola media e il liceo "Don Bosco", l'accademia di belle arti Pietro Vannucci, l'oratorio di San Bernardino e il liceo classico "Annibale Mariotti".

#### Case Bruciate
Questa fermata è al servizio del popoloso quartiere di Case Bruciate e dell'area della prospiciente via Mario Angeloni. La stazione è dotata di passerelle pedonali e sistemi meccanizzati, per aumentare la zona di attrazione e facilitare l'accesso degli utenti.

#### Fontivegge
La quarta stazione del Minimetrò serve il secondo polo di attrazione della città, ponendosi in diretta connessione con il terminal di smistamento delle linee di trasporto pubblico locale. A breve distanza dalla stazione ferroviaria di Fontivegge, con la quale è collegata da un percorso pedonale, la fermata è situata in un'area densamente abitata e connotata dalla presenza di centri direzionali, poli amministrativi, istituti scolastici e numerose attività commerciali.

#### Madonna Alta
Anche questa stazione è collocata a uno dei quartieri più popolati della città; nel suo raggio d'azione si trovano scuole, uffici pubblici, studi professionali e aree commerciali.

#### Cortonese
La stazione è situata nel parco Chico Mendez e serve gli abitanti della zona, l'ostello per la gioventù "Mario Spagnoli", il centro di intrattenimento Borgonovo e il cinema UCI; è anche stazione di interscambio con alcune linee di autobus di Umbria Mobilità.

#### Pian di Massiano
Il terminal di valle dell'impianto è situato nel polo sportivo perugino, in prossimità dello stadio Renato Curi, del PalaEvangelisti, del percorso verde "Leonardo Cenci" e di altri impianti sportivi a uso della cittadinanza. È dotato di un parcheggio da 3 000 posti dove avviene l'interscambio fra autovetture, autobus del trasporto pubblico e pullman turistici, oltre che di una zona commerciale denominata Metropolis. La stazione è fornita di una piattaforma girevole che inverte il senso di marcia delle cabine; sono inoltre presenti, nei sotterranei della stazione, l'officina e il magazzino delle vetture.

## Storia

### Inizi

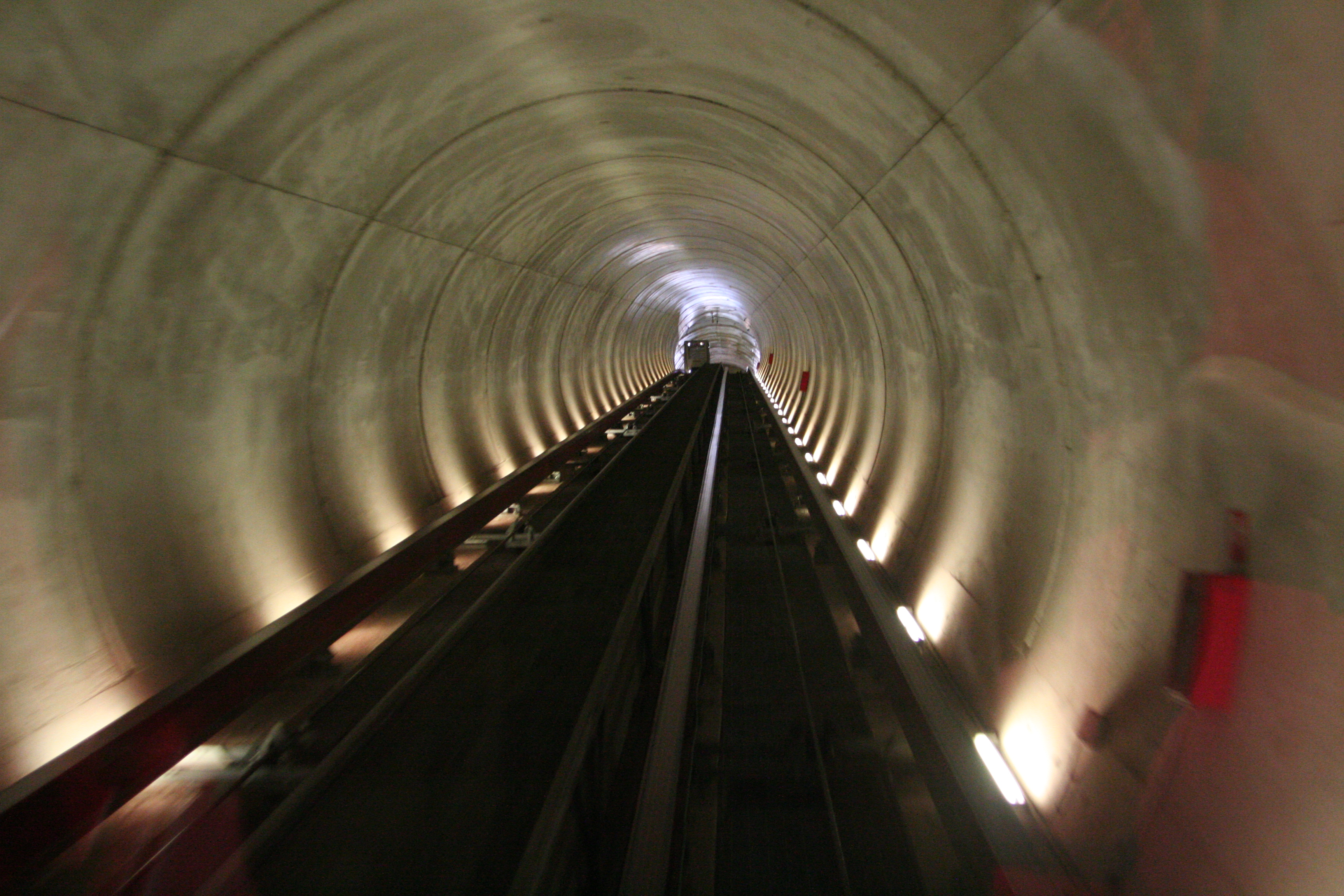
Il tunnel che collega il terminale di partenza del Pincetto alla stazione sotterranea di Cupa

Sebbene la questione fosse sui banchi del Comune di Perugia fin dai primi anni novanta, la storia del Minimetrò ha inizio soltanto nell'aprile del 1998, quando a Palazzo dei Priori, nell'ambito di un programma di mobilità alternativa per la città, si decide di costituire la Minimetrò S.p.A., società con il compito di progettare, realizzare e gestire una metropolitana leggera di superficie, su sede propria, per collegare la zona di Pian di Massiano (periferia della città) con quella di Monteluce (centro).

### Messa in opera
Dopo vari cambiamenti e ripensamenti, nel 2001 arrivano il nullaosta definitivo dal Ministero dei trasporti e dal Comune per quanto concerne sicurezza, opere e impianti civili; cosa che permette di iniziare con l'esproprio delle aree interessate dai cantieri dei lavori. Nell'ottobre dell'anno seguente la Minimetrò S.p.A. approva il progetto definitivo del Minimetrò, che però subirà ancora qualche modifica per meglio adattarlo al contesto urbano che lo circonderà.
Nel 2003 hanno inizio i lavori di costruzione che si concluderanno 5 anni più tardi, nel gennaio del 2008. L'intero progetto ha avuto un costo finale di 98 milioni di euro, IVA esclusa, e il costo giornaliero di funzionamento e manutenzione ammonta a circa 25.000 euro.
La direzione artistica del progetto Minimetrò è stata affidata a Jean Nouvel. L'architetto francese ha disegnato le stazioni lungo la linea, proponendo soluzioni stilistiche che s'inserissero facilmente e armonicamente nel contesto ambientale che circonda il percorso del people mover, unendo l'utilizzo degli elementi naturali presenti fuori dalle stazioni con materiali che garantissero la massima trasparenza e visibilità, nonché le gallerie con il loro particolare disegno delle pareti in cemento.
Nel 2007 è stata avviata un'indagine sulle modalità di finanziamento dell'opera; sono in corso accertamenti da parte della magistratura, che ipotizza un impiego di risorse pubbliche dell'amministrazione comunale di Perugia anche quando le spese sarebbero dovute gravare sulla società Minimetrò S.p.A..

### Inaugurazione
Il 29 gennaio 2008, giorno di San Costanzo (uno dei tre santi patroni di Perugia), è avvenuta l'inaugurazione dell'opera, la prima del genere in Italia. Alla presenza delle maggiori autorità comunali, regionali e nazionali, dell'architetto Jean Nouvel, autore del progetto, e dei sindaci delle città gemellate con Perugia, una folla di più di 30.000 persone ha potuto per la prima volta salire a bordo di questo innovativo mezzo di trasporto.

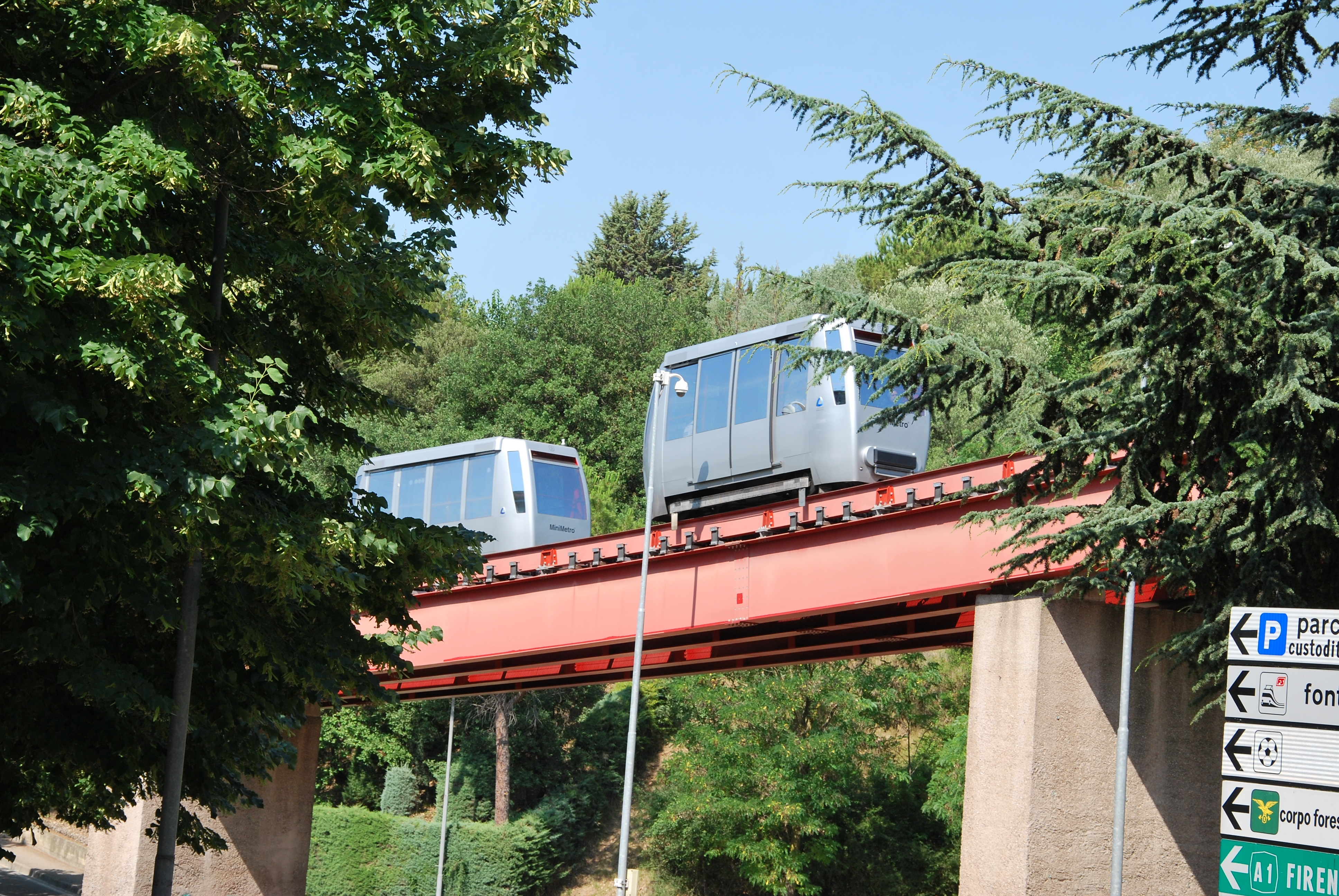
Uno scorcio dei binari sopraelevati

Durante la prima settimana di esercizio (febbraio 2008), le misurazioni hanno mostrato che circa 10.000 persone al giorno sono transitate attraverso le scale mobili della stazione Pincetto del Minimetrò.
Il progetto originario del 1998 prevederebbe anche il collegamento del Pincetto al quartiere di Monteluce e alla stazione FCU di Sant'Anna, attraverso un tratto interamente sotterraneo.

### Critiche
Da segnalare il fatto che fin dagli inizi il progetto è stato accompagnato da numerose polemiche, riguardo all'utilità di una simile opera per una città relativamente "piccola" come Perugia e, soprattutto, a proposito dell'inquinamento acustico che sarebbe causato dal passaggio delle vetture nelle vicinanze di alcune abitazioni. Durante il funzionamento, anche in assenza del passaggio delle vetture, lo scorrimento della fune di traino sulle pulegge genera un fruscio continuo udibile a bassa frequenza acustica.